# Aniela Jaffé
Hedwig Katharina Aniela Jaffé (* 20. Februar 1903 in Berlin; † 30. Oktober 1991 in Zürich) war eine deutsch-schweizerische Psychologin und Autorin.

## Leben
Als Tochter eines jüdischen Juristen studierte Aniela Jaffé Psychologie an der Universität Hamburg. Im Jahr 1929 heiratete sie den schweizerischen Physiker Jean Albert Dreyfus, ein Jahr darauf erfolgte die Scheidung. Im Jahr 1934 floh sie aufgrund ihrer jüdischen Abstammung vor den Nationalsozialisten nach Zürich. Nach einer Analyse bei Carl Gustav Jung publizierte sie eigene Bücher zum Unbewussten in der Parapsychologie bzw. im Okkultismus, in Literatur und Kunst.
Aniela Jaffé arbeitete von 1948 bis 1955 als Sekretärin des Jung-Instituts und von 1955 bis 1961 als Jungs Privatsekretärin. Jaffé war Herausgeberin von Jungs einflussreicher Autobiographie Erinnerungen, Träume, Gedanken (1962), welche in mehr als zwanzig Sprachen übersetzt wurde. Durch zahlreiche Stellungnahmen zu Jungs Gesamtwerk und spezifischen Einzelthemen, prägte sie in späteren Jahren entscheidend dessen akademische Rezeption.

## Schriften
- Bilder und Symbole aus E. T. A. Hoffmanns Märchen „Der goldne Topf“. In: C. G. Jung: Gestaltungen des Unbewussten. Rascher, Zürich 1950; 2., veränderte Auflage Gerstenberg, Hildesheim 1978; 5. Auflage Daimon, Zürich 2010, ISBN 978-3-85630-738-7.
- Geistererscheinungen und Vorzeichen. Eine psychologische Deutung. Rascher, Zürich 1958; 4. Auflage Daimon, 2008, ISBN 978-3-85630-716-5.
  - Apparitions and Precognition. A Study from the Point of View of C. G. Jung’s Analytical Psychology. University Books, 1963; Apparitions. Spring Publications, 1979; 2nd rev. edition Daimon, 1999.
- C. G. Jung: Erinnerungen Träume, Gedanken. Rascher, Zürich 1962; 18. Auflage (korrigierte Sonderausgabe) Patmos, 2013, ISBN 978-3-8436-0191-7.
  - C. G. Jung: Memories, Dreams, Reflections. Pantheon, New York 1963.
- Der Mythus vom Sinn im Werk von C. G. Jung. Rascher, Zürich 1967; 4. Auflage Daimon, Zürich 2010, ISBN 978-3-85630-737-0.
  - The Myth of Meaning in the Work of C. G. Jung. Hodder and Stoughton, London 1970; 2nd edition, Daimon, Zürich 1984.
- Aus Leben und Werkstatt von C. G. Jung. Parapsychologie, Alchemie, Nationalsozialismus. Erinnerungen aus den letzten Jahren. Rascher, Zürich 1968.
  - From the Life and Work of C. G. Jung. Jung’s Last Years. Spring Publications, Dallas 1984; 2nd edition Daimon, Zürich 1989.
- C. G. Jung: Briefe. 3 Bände. Walter, Olten 1972.
- C. G. Jung. Bild und Wort. Walter, Olten 1977.
  - C. G. Jung. Word and Image. Princeton University Press, Princeton 1979.
- Anna Kingsford. Religiöser Wahn und Magie. Bonz, Fellbach 1980; Neugestaltung: Religiöser Wahn und Schwarze Magie. Das tragische Leben der Anna Kingsford (1846–1888). Daimon, Zürich 1986.
- Aufsätze zur Psychologie C. G. Jungs. Daimon, Zürich 1981; 2. Auflage: Aus C. G. Jungs letzten Jahren und andere Aufsätze. Daimon, Zürich 1987.
- Parapsychologie, Individuation, Nationalsozialismus. Themen bei C. G. Jung. Daimon, Zürich 1985.
- Mystik und Grenzen der Erkenntnis. Daimon, Zürich 1988.
- Was C. G. Jung a Mystic? And Other Essays. Daimon, Zürich 1989.